# Daniel Guijo-Velasco
Daniel Guijo-Velasco (Hasselt (België), 24 februari 1984) is een voormalig Belgische voetballer, hij speelde op het middenveld.

## Loopbaan
Hij speelde in de jeugd-opleiding van PSV en mocht twee keer invallen in de selectie van PSV waarvoor hij in totaal 41 minuten speelde. Hij maakte zijn debuut in het betaalde voetbal op 1 november 2003 in de wedstrijd NAC Breda-PSV (1-3), toen hij na 82 minuten inviel voor Theo Lucius.
Na dat seizoen vertrok hij naar AGOVV Apeldoorn, waar hij twee seizoenen een vaste waarde was. Van 2006 tot 2008 kwam hij opnieuw uit in de Eredivisie, voor Excelsior. Vanaf het 2008 speelt hij voor Helmond Sport.
Op 28 november 2008 kwam Guijo-Velasco in opspraak nadat hij de Hitlergroet bracht op het veld tijdens het duel RBC - Helmond Sport. Hij verklaarde dat een tegenstrever speelde als een Duitser en dit wilde hij kenbaar maken. Zijn club schorste hem naar aanleiding van dit voorval voor één wedstrijd en droeg hem op mee te helpen bij een maatschappelijk scholenproject. De KNVB sloot hem voor vijf duels uit.
Guijo-Velasco raakte in seizoen 2012/13 geblesseerd en was vervolgens ongeveer anderhalf jaar uitgeschakeld. In augustus 2014 maakte hij zijn rentree in een wedstrijd tegen Jong FC Twente.
In februari 2015 stopte hij met voetballen omdat hij al 2 jaar kampt met een ernstige auto-immuunziekte.

## Clubstatistieken
| seizoen   | club          | land      | competitie     | duels | goals |
| --------- | ------------- | --------- | -------------- | ----- | ----- |
| 2003/2004 | PSV           | Nederland | Eredivisie     | 2     | 0     |
| 2004/2005 | AGOVV         | Nederland | Eerste divisie | 31    | 7     |
| 2005/2006 | AGOVV         | Nederland | Eerste divisie | 33    | 6     |
| 2006/2007 | Excelsior     | Nederland | Eredivisie     | 24    | 2     |
| 2007/2008 | Excelsior     | Nederland | Eredivisie     | 10    | 1     |
| 2008/2009 | Helmond Sport | Nederland | Eerste divisie | 31    | 2     |
| 2009/2010 | Helmond Sport | Nederland | Eerste divisie | 23    | 2     |
| 2010/2011 | Helmond Sport | Nederland | Eerste divisie | 26    | 0     |
| 2011/2012 | Helmond Sport | Nederland | Eerste divisie | 26    | 0     |
| 2012/2013 | Helmond Sport | Nederland | Eerste divisie | 21    | 2     |
| 2013/2014 | Helmond Sport | Nederland | Eerste divisie | 0     | 0     |
| 2014/2015 | Helmond Sport | Nederland | Eerste divisie | 5     | 0     |
| Totaal    | Totaal        | Totaal    | Totaal         | 233   | 22    |

Bijgewerkt 16/02/2015